# Tremplin de Valea Cărbunării
Valea Cărbunării est un tremplin de saut à ski situé à Râșnov en Roumanie.

## Histoire
Le tremplin principal avec un point k de 90 mètres est fondé en 2012 pour accueillir le Festival olympique de la jeunesse européenne 2013. Trois tremplins de plus petite tailles sont construits entre 2009 et 2011.
En 2014, il accueille la Coupe du monde féminine de saut à ski pour la première fois. Le tremplin est depuis régulièrement dans le calendrier.
En 2016, le tremplin est utilisé pour les Championnats du monde junior de ski nordique. 